# Tarm

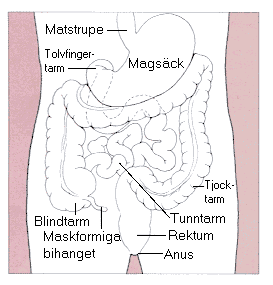
Människans tarmsystem - matstrupe, magsäck, tolvfingertarm, tunntarm, blindtarm, maskformiga bihanget, tjocktarm, rektum och anus.

Tarmen eller tarmkanalen är hos människan den del av matsmältningskanalen som tar vid efter magsäcken. Tarmen är ett flera meter långt rörformat organ som förbinder magsäcken med ändtarmsöppningen (anus). I tarmarna fullbordas matsmältningsprocessen genom att tarmen suger upp näringsämnen och vatten, samtidigt som tarmen styr matspjälkningsprocessen genom att utsöndra hormoner, enzymer, innehåller ämnen som skyddar mot skadliga ämnen, och transporterar de oanvändbara resterna av födan ut ur kroppen, genom anus.
Människans tarm delas in i två delar: tunntarm och tjocktarm.
Hos djur refererar tarm till hela djurets matspjälkningssystem, från mun till anus.

## Tunntarmen
Tunntarmen delas in i tre delar: tolvfingertarmen (duodenum), jejunum och ileum. Tunntarmens huvudsakliga funktion är att absorbera näringsämnen, mineraler och vitaminer från tarminnehållet.

## Tjocktarmen
Tjocktarmen består av blindtarmen (caecum), det maskformiga bihanget (appendix vermiformis), den egentliga tjocktarmen (colon), ändtarmen (rectum) och ändtarmsöppningen (anus). Colon delas i sin tur in i fyra delar: uppåtstigande tjocktarmen (colon ascendens), tvärgående tjocktarmen (colon transversum), nedåtgående tjocktarmen (colon descendens) och colon sigmoideum (det s-formade slutet på tjocktarmen).
Tjocktarmens huvudsakliga uppgift är att absorbera natriumjoner och vatten. Tjocktarmen innehåller även många bakterier som är viktiga för människokroppen, som bland annat deltar i bildningen av vitamin K och vissa B-vitaminer.

## Djurtarm som mat
Rengjorda djurtarmar från gris, får eller nötkreatur används som korvskinn, och kallas då fjälster.

## Sjukdomar

### Tarminfektioner
Akut tarminfektion med illamående kräkningar och diarré förorsakas av virus, levande bakterier eller bakteriegifter. Sjukdomen är vanligast under sommaren och är vanligare i fattiga länder med vattenbrist och sämre hygien. Symptombilden varierar för olika smittämnen men påverkas också av smittans omfattning och den drabbades grad av immunitet. Avföringsprover kan avslöja smittoämnet. Vid epidemiologisk smittspårning bör odlingsprov även tas från matvaror.